# Berljanka
Berljanka (ryska: Берлянка) är ett vattendrag i Belarus.   Det ligger i voblasten Mahiljoŭs voblast, i den östra delen av landet, 260 kilometer öster om huvudstaden Minsk.
Omgivningarna runt Berljanka är en mosaik av jordbruksmark och naturlig växtlighet. Runt Berljanka är det glesbefolkat, med 13 invånare per kvadratkilometer.